# Raymond Sebon
Raymond Sebon (ou Sebond), Ramon Sibiuda en catalan, né à Barcelone vers 1385 et mort à Toulouse le 29 avril 1436, est un médecin, théologien et philosophe catalan écrivant en latin.

## Œuvre

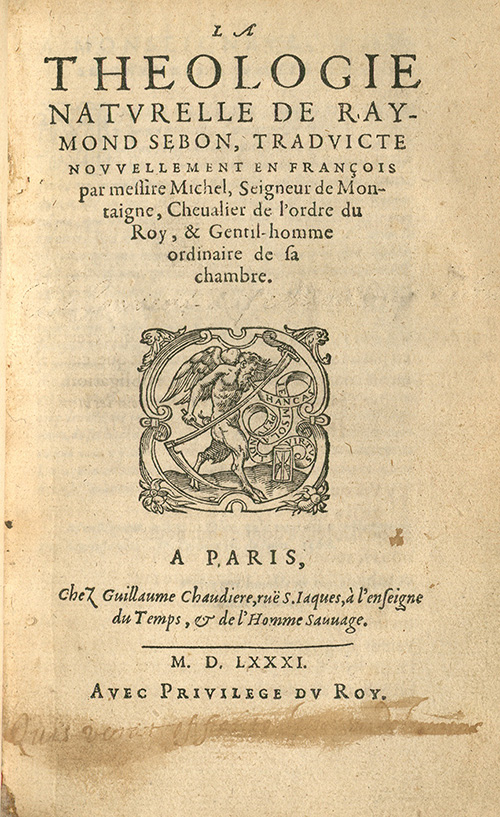
Théologie naturelle

Raymond Sebond est essentiellement connu pour sa Science du Livre des créatures ou de la nature, ou Science de l'homme, dite aussi Théologie naturelle, écrite en 1436 et rééditée en 1485, qui fut ensuite traduite et éditée en français par l’essayiste sceptique Montaigne entre 1568 et 1569.
Dans son ouvrage, Sabunde se propose de combattre la doctrine de la double vérité sur son propre terrain, à savoir celui de la rationalité stricte dénuée de tout argument d’autorité. La structure de l'ouvrage repose sur la distinction entre le « livre de la nature » et le « livre révélé ». La majeure partie du livre est en effet consacrée à la science de l'homme en tant qu'homme ; le reste, qui est bien plus succinct, traite de la science de l'homme déchu et sauvé. En clair, Sibiuda sépare nettement la science profane et la science sacrée, et libère la science profane de la tutelle de la théologie.
Le Prologue de l'ouvrage est mis à l'Index par l'Église catholique en 1564. Dès lors, Montaigne, qui était en train de traduire l'ouvrage, tout en atténuant en cours de rédaction certains passages, a éprouvé le besoin de prendre la défense de Sibiuda dans le chapitre 12 du livre II des Essais, intitulé « Apologie de Raimond Sebond ». Paradoxalement, cette apologie est en même temps une critique radicale des thèses de Sibiuda dans la mesure où, après avoir réfuté la première objection contre Sebond, sa réponse à la seconde objection constitue une critique systématique des opinions de ce dernier tandis que celles de ses adversaires ne sont pas mises en cause.

## Publications
- Liber creaturarum seu naturae (Livre des créatures ou de la nature, 1436), trad. Montaigne 1569 : Théologie naturelle.
- Édition critique : Théologie naturelle (1569 ; 1581). Volume I, Theologia naturalis (1436). Volume II, trad. Michel de Montaigne, éditeur scientifique : Alberto Frigo, Paris, Éditions Classiques Garnier, coll. « Essais philosophiques sur Montaigne et son temps », 2022, 935 p. et 669 p.

## Manuscrits
- Liber Creaturarum. Bibliothèque du patrimoine de Clermont Auvergne Métropole. Manuscrit (MS 195) en ligne sur Overnia.